# Abel (Familienname)
Abel (Ábel) ist der Familienname folgender Personen:

## Namensträger

### A
- Adam Abel (Schriftsteller) (Pseudonym von Rudolf Heinrich Krommes; 1886–1945), deutscher Kunsthistoriker, Schriftsteller, Religionsphilosoph, Bildhauer und Maler
- Adam Abel (Filmproduzent) (* 1976), Filmproduzent
- Adolf Abel (Architekt) (1882–1968), deutscher Architekt und Hochschullehrer
- Adolf Abel (Bildhauer) (1902–nach 1944), deutscher Bildhauer und Zeichner
- Alan D. Abel (1928–2020), US-amerikanischer Schlagzeuger, Musikpädagoge, Hochschullehrer und Erfinder von Musikinstrumenten
- Albert Abel (1836–1909), französischer Lehrer und Botaniker
- Alfons Abel (1908–1994), deutscher akademischer Glasmaler
- Alfred Abel (Schauspieler) (1879–1937), deutscher Schauspieler
- Alfred Abel-Adermann (1913–nach 1969), deutscher Schauspieler
- Ambrosius Abel (1820–1878), deutscher Verleger
- Andreas Abel (* 1974), deutscher Fußballspieler
- Anicet Abel (* 1990), madagassischer Fußballspieler
- Annie Heloise Abel (1873–1947), britische Historikerin
- Antoine Abel (1934–2004), seychellischer Schriftsteller und Poet
- Arnold Abel († 1564), deutscher Bildhauer und Steinmetz der Renaissance
- August Abel (Politiker) (1887–1962), deutscher Politiker (DStP/Volksnationale Reichsvereinigung)
- August Christian Andreas Abel (1751–1834), deutscher Geiger und Hofmusiker
- August Theodor Abel (1802–1882), deutsch-australischer Chemiker, Mineraloge, Geologe und Maler

### B
- Bas van Abel (* 1977), niederländischer Designer, Elektroingenieur und Unternehmer
- Bernd Abel (* 1960), deutscher Chemiker und Hochschullehrer
- Bernhard Abel (Bildhauer) († 1563/1564), deutscher Bildhauer und Steinmetz der Renaissance
- Bernhard Abel (Sportpädagoge) (1928–2019), deutscher Sportpädagoge und Hochschullehrer
- Bibi Abel, deutsche Videodesignerin und Sängerin
- Bodo Abel (* 1948), deutscher Wirtschaftswissenschaftler
- Brian Abel-Smith (1926–1996), britischer Wirtschaftswissenschaftler und Politikberater
- Brooke Abel (* 1988), US-amerikanische Synchronschwimmerin

### C
- Carl Abel (Philologe) (1837–1906), deutscher Altphilologe, Journalist und Übersetzer
- Carl Andreas Abel (1907–1994), deutscher Fotojournalist
- Carl Friedrich Abel (1723–1787), deutscher Komponist
- Carl Julius Abel (1818–1883), deutscher Eisenbahningenieur
- Carl Wilhelm Abel (1838–1904), deutscher Lederfabrikant
- Carola Abel (1905–1992), deutsche Fotografin
- Caroline Abel (* 1972), Bankerin in den Seychellen
- Caspar Abel (1676–1763), deutscher Historiker und plattdeutscher Dichter
- Charles Abel (1824–1895), französisch-deutscher Rechtsanwalt und Politiker, MdR
- Christian Ferdinand Abel (1682–1761), deutscher Musiker und Gambenvirtuose
- Christian Wilhelm Ludwig Abel (1826–1892), deutscher Militärarzt
- Claire Abel, britische Biathletin
- Clamor Heinrich Abel (1634–1696), deutscher Komponist
- Clarence Abel (1900–1964), US-amerikanischer Eishockeyspieler; siehe Taffy Abel
- Clarke Abel (1789–1826), britischer Arzt und Naturforscher
- Clementine Abel (1826–1905), deutsche Schriftstellerin
- Curt Abel-Musgrave (1860–1938), deutschamerikanischer Chemiker, Mediziner, Autor und Kommunalpolitiker

### D
- Dirk Abel (Ingenieur) (* 1958), deutscher Maschinenbauingenieur und Hochschullehrer
- Dirk Abel (Politiker) (* 1977), deutscher Politiker (CDU)

### E
- Edeltraud Abel (1924–1994), deutsch-schweizerische Malerin und Grafikerin
- Edmilson Carlos Abel (* 1974), brasilianischer Fußballspieler
- Edward Lincoln Abel (1860–1926), US-amerikanischer Politiker
- Edward William Abel (1931–2021), britischer Chemiker
- Elijah Abel (1808–1885), US-amerikanischer Priester
- Emil Abel (1875–1958), österreichischer Chemiker
- Erich Abel (1919–1995), österreichischer Biologe
- Ernst Abel (Musiker) (1610–1680), deutscher Cembalist, Bratschist und Hofmusiker
- Ernst August Abel (um 1720–um 1790), deutscher Miniaturmaler
- Ernst Heinrich Abel (1721–nach 1787), deutscher Porträtmaler
- Erwin Leonard Guy Abel (1911–1995), neuseeländischer Geschäftsmann und Rennpferdeeigner
- Ewald Georg Abel (1872–1907), US-amerikanischer Geiger, Konzertmeister und Komponist

### F
- Filomeno Jacob Abel (* 1960), osttimoresischer Geistlicher und Sozialminister, siehe Filomeno Jacob
- Florian Abel (Maler) († 1565), deutscher Maler und Zeichner
- Florian Abel (Fußballspieler) (* 1989), deutscher Fußballspieler
- Franz Abel (1860–nach 1900), österreichischer Bildhauer
- Frederic Abel Senior (1822–1904), deutschamerikanischer Sänger (Tenor), Pianist, Dirigent und Musikpädagoge
- Frederic Lawrence Abel (1856–1943), US-amerikanischer Cellist und Musikpädagoge
- Frederick Augustus Abel (1827–1902), englischer Chemiker

- Friedrich Abel (Botaniker) (1844–1903), österreichischer Gärtner und Direktor der k.k. Gartenbaugesellschaft
- Friedrich Abel (Baumeister) (1852–1926), deutscher Baumeister
- Friedrich Gottfried Abel (1714–1794), deutscher Mediziner und Schriftsteller
- Friedrich Johann Abel (1805–1890), mährischer k.u.k. Militärapotheker
- Friedrich Ludwig Abel (1794–1820), deutscher Geiger, Pianist, Musikpädagoge und Komponist
- Friedrich Ludwig Aemilius Abel (1770–1842), deutscher Geiger
- Fritz Abel (* 1939), deutscher Romanist, Französischdidaktiker und Hochschullehrer

### G
- Georg Abel von Tettau (1618–1677), deutscher Hofbeamter
- Georg Wilhelm Abel (1852–1926), deutscher Diplomat
- George Abel (1916–1996), kanadischer Eishockeyspieler
- Gerd Abel (* 1941), deutscher Soziologe und Essayist
- Gottlieb Friedrich Abel (1763–1820), deutscher Kupferstecher und Botaniker
- Graham Abel (* 1960), englischer Fußballspiele
- Gregory Abel (* 1962), kanadischer Geschäftsmann
- Günter Abel (Philosoph) (* 1947), deutscher Philosoph
- Günter Abel (Fußballspieler) (* 1966), deutscher Fußballspieler
- Günther Abel (* 1956), deutscher Nordischer Kombinierer
- Gustav Abel (Landrat) (1869–1939), deutscher Landrat
- Gustav Abel (Filmarchitekt) (1902–1963), österreichischer Filmarchitekt
- Gustave Abel (1901–1988), österreichischer Speläologe

### H
- Hans Abel (Beamter) († nach 1634), deutscher Münzbeamter, Bergbeamter und Klosterverwalter
- Hans Abel (Verleger) (1855–nach 1890), deutscher Verleger
- Hans von Abel (1878–1937), preußischer Verwaltungsjurist und Landrat
- Hans Abel (Ägyptologe) (1883–nach 1934), deutscher Philologe und Ägyptologe
- Hans Abel (Genossenschafter) (1897–1964), deutscher Genossenschafter
- Hans-Joachim Abel (* 1952), deutscher Fußballspieler
- Hans Karl Abel (1876–1951), deutsch-französischer Schriftsteller
- Hazel Hempel Abel (1888–1966), US-amerikanische Politikerin
- Hedwig von Friedländer-Abel (1870–1930), österreichische Musikkritikerin und Musikschriftstellerin
- Heidi Abel (1929–1986), Schweizer Radio- und Fernsehmoderatorin
- Heinrich von Abel (1825–1917), deutscher Jurist und Politiker, Oberbürgermeister von Ludwigsburg
- Heinrich Abel (Männerapostel von Wien; 1843–1926), deutscher Priester und Jesuit
- Heinrich Abel (Pädagoge) (1908–1965), deutscher Berufsschulpädagoge, Erziehungswissenschaftler und Hochschullehrer
- Heinrich Othmar Abel († 1630), deutscher Musiker
- Helmut Abel (* 1928), deutscher Biophysiker und Hochschullehrer
- Henri d’Abel de Libran (1833–1901), französischer Flottillenadmiral
- Herbert Abel (1911–1994), deutscher Geograph und Museumsdirektor in Bremen
- Heribert Abel (Geistlicher, 1908) (1908–1990), deutscher Geistlicher, Domkapitular in Fulda
- Heribert Abel (Geistlicher, 1916) (1916–1944), deutscher Geistlicher, Steyler Missionar
- Hermann Abel (1890–nach 1927), deutscher Publizist, Redakteur und Mitglied der hamburgischen Bürgerschaft
- Hinrich Abel (1884–1954), deutscher Politiker (NSDAP) und NSDAP-Funktionär
- Horst Abel (1939–2008), deutscher Unternehmer
- Hubert Abel (1927–2018), deutscher Mediziner und Hochschullehrer

### I
- Ilse Abel (1909–1959), deutsche Schauspielerin
- Inga Abel (1946–2000), deutsche Schauspielerin
- Ingo Abel (* 1966), deutscher Schauspieler und Sprecher
- Irene Abel (* 1953), deutsche Kunstturnerin

### J
- Jacob Abel (* 2001), US-amerikanischer Automobilrennfahrer
- Jacob Adam Abel (1754–1824), deutscher Jurist
- Jake Abel (* 1987), US-amerikanischer Schauspieler
- Jakob Friedrich von Abel (1751–1829), deutscher Philosoph, Lehrer Schillers und Hegels, Illuminat
- Jean-Baptiste Abel (1863–1921), französischer Politiker
- Jean-Pierre Abel-Rémusat (1788–1832), französischer Sinologe und Bibliothekar
- Jennifer Abel (* 1991), kanadische Wasserspringerin
- Jenny Abel (* 1942), deutsche Violinistin
- Jenő Ábel (Eugen Abel) (1858–1889), ungarischer Klassischer Philologe
- Jessica Abel (* 1969), US-amerikanische Comiczeichnerin und Illustratorin
- Joachim Gottwalt Abel (1723–1806), deutscher Historiker und Prediger
- Johann Gotthelf Leberecht Abel (1749–1822), deutscher Arzt und Kunstsammler
- Johann Leopold Abel (1795–1871), deutsch-britischer Komponist, Pianist, Violoncellist, Geiger und Musikpädagoge
- John Jacob Abel (1857–1938), US-amerikanischer Pharmakologe
- Jonathan Abel (* 1988), dominicanischer Fußballspieler
- José Abel, osttimoresischer Politiker
- Josef Abel (Maler) (1764–1818), österreichischer Maler
- Josef Abel (Komponist) (* 1929), österreichischer Komponist
- Julius Abel (Komponist) (1833–1928), deutscher Komponist und Pfarrer
- Jürgen Abel (1941–2009), deutscher Übersetzer

### K
- Karl von Abel (1788–1859), deutscher Politiker und bayerischer Staatsminister.
- Karl Abel (Politiker) (1897–1971), deutscher Gewerkschafter und Politiker (KPD)
- Karlhans Abel (1919–1998), deutscher Altphilologe
- Katharina Abel (Tänzerin) (1856–1904), österreichische Balletttänzerin
- Katharina Abel (Schauspielerin) (* 1992), deutsche Schauspielerin
- Katja Abel (* 1983), deutsche Kunstturnerin
- Katrine Louise Abel (* 1990), dänische Fußballspielerin
- Kenneth Abel (* 1962), US-amerikanischer Literaturwissenschaftler und Krimiautor
- Kornel Abel (1881–1940?), jüdischer Offizier der gemeinsamen Armee der österreichisch-ungarischen Landstreitkräfte

### L
- Leighton Abel (1900–1975), US-amerikanischer Politiker (Republikanische Partei)
- Leopold Abel (Jurist) (Anton Leopold Abel; 1824–1907), deutscher Jurist
- Leopold August Abel (LEBA; 1718–1794), deutscher Geiger, Komponist und Maler
- Lothar Abel (1841–1896), österreichischer Architekt, Gartenarchitekt und Hochschullehrer
- Louis Abel-Truchet (1857–1918), französischer Maler
- Ludwig Abel (Musiker) (1835–1895), deutscher Violinist, Komponist und Dirigent
- Ludwig Abel (Semitist) (1863–1900),  deutscher Semitist
- Ludwig Abel (Entomologe) (1878–1940), österreichischer Entomologe
- Ludwig Heinrich Abel (1754–1818), württembergischer Oberamtmann
- Luisa Abel, Maskenbildnerin

### M
- María Abel (* 1974), spanische Langstreckenläuferin
- Martin-Sebastian Abel (* 1985), deutscher Politiker (Bündnis 90/Die Grünen)
- Mathias Abel (* 1981), deutscher Fußballspieler
- Maximilian Abel (* 1982), deutscher Tennisspieler
- May Leggett Abel (1867–1952), US-amerikanische Violinistin und Musikpädagogin
- Michael Abel (Humanist) (1542–1609), deutscher Humanist und neulateinischer Dichter
- Michael Abel (Fußballspieler) (* 1930), deutscher Fußballspieler
- Myriam Abel (* 1981), französische Sängerin

### N
- Nicolas Abel (* 1979), deutscher American-Football-Spieler
- Niels Henrik Abel (1802–1829), norwegischer Mathematiker
- Norbert Abel (* 1962), österreichischer Jurist und Insolvenzverwalter

### O
- Othenio Abel (1875–1946), österreichischer Paläontologe
- Otto Abel (Historiker) (1824–1854), deutscher Historiker
- Otto Abel (Komponist) (1905–1977), deutscher Komponist

### P
- Pál Ábel (1900–1958), ungarischer Komponist und Dirigent und Gründer des Abel-Quartetts
- Paul Abel (Jurist) (1874–1971), britischer Jurist österreichischer Herkunft
- Paul Louis Abel (1926–2016), US-amerikanischer Trompeter, Komponist, Dirigent und Musikpädagoge
- Peter Abel (Theologe) (* 1960), deutscher katholischer Theologe und Autor
- Peter Abel (Judoka) (* 1988), deutscher Judoka

### R
- Richard Abel (Gerechter unter den Völkern), deutscher „Gerechter unter den Völkern“ (1969), siehe Liste der Gerechten unter den Völkern aus Deutschland #Liste
- Richard Abel (Literaturwissenschaftler) (* 1941), US-amerikanischer Literatur- und Filmwissenschaftler
- Richard Abel-Musgrave (1910–2007), deutschamerikanischer Ökonom, siehe Richard Musgrave
- Robert Abel (1857–1936), englischer Cricketspieler, siehe Bobby Abel
- Robert Abel (Fußballspieler) (1912–1986), englischer Fußballspieler
- Robert Abel (Animator) (1937–2001), US-amerikanischer Regisseur, Unternehmer, Informatiker und Computergrafiker
- Roger Abel (1900–?), monegassischer Sportschütze
- Rudolf Abel (Mediziner) (1868–1942), deutscher Bakteriologe
- Rudolf Iwanowitsch Abel (1903–1971), sowjetischer Agent

### S
- Sam Abel (1908–1959), englischer Fußballspieler
- Sibylle Abel (1956–2016), deutsche Politikerin
- Sid Abel (1918–2000), kanadischer Eishockeyspieler
- Sigrid Abel-Struth (1924–1987), deutsche Musikpädagogin
- Sigurd Abel (1837–1873), deutscher Historiker
- Sten Abel (1899–1989), norwegischer Segler
- Stephan Abel (Funktionär) (* 1953), deutscher Hockey- und Sportfunktionär
- Stephan Abel (* 1964), deutscher Jazzmusiker
- Susanne Abel, deutsche Schriftstellerin und Regisseurin

### T
- Taffy Abel (1900–1964), US-amerikanischer Eishockeyspieler
- Theodor Abel (1899–1946), deutscher Gärtner, Beamter und Politiker (KPD)
- Theodora Mead Abel (1899–1998), US-amerikanische Psychologin
- Theodore Abel (1896–1988), polnisch-US-amerikanischer Soziologe
- Thomas Abel (Geistlicher) (um 1497–1540), englischer Märtyrer
- Thomas Abel (Radballspieler) (* 1975/1976), deutscher Radballspieler, Sportschützentrainer und Sportfunktionär
- Tom Abel (* 1970), deutscher Astrophysiker, Kosmologe und Hochschullehrer
- Torsten Abel (* 1974), deutscher Triathlet

### U
- Ulrich Abel (Naturwissenschaftler) (* 1952), deutscher Mathematiker, Physiker, Humanbiologe und Epidemiologe
- Uwe Abel (* 1966), deutscher Fußballspieler

### V
- Valentin Abel (Geistlicher) († 1575), salzburgischer römisch-katholischer Geistlicher
- Valentin Abel (Politiker) (* 1991), deutscher Politiker (FDP), MdB
- Viktor Abel (1892–1941), deutscher Filmfachmann, Dramaturg und Drehbuchautor beim Stummfilm

### W
- Walter Abel (1898–1987), US-amerikanischer Schauspieler
- Walther Abel (1906–1987), deutscher klassischer Philologe
- Werner Abel (1902–1935), deutscher Journalist
- Werner Abel (Historiker) (* 1943), deutscher Historiker und Politikwissenschaftler
- Wilhelm Abel (Historiker) (1904–1985), deutscher Wirtschaftshistoriker
- Wilhelm Anton Christian Carl Abel (1749–1795), deutscher Musiker und Maler
- Wilhelm August Christian Abel (1748–nach 1803), deutscher Maler
- Willy Abel (1875–1951), deutscher Konstrukteur und Erfinder
- Winfried Abel (* 1939), deutscher römisch-katholischer Priester und Exerzitienbegleiter
- Winnie Abel (* 1985), deutsche Bühnenautorin
- Wolfgang Abel (Mediziner) (1905–1997), österreichischer Mediziner, Anthropologe und nationalsozialistischer Rassentheoretiker
- Wolfgang Abel (Autor) (1954–2025), deutscher Sachbuchautor von Reise- und Gastronomieführern, Verleger des Oase Verlags
- Wolfgang Abel (1959–2024), deutscher Terrorist der Gruppe Ludwig

### Y
- Yaritza Abel (* 1983), kubanische Judoka

### Z
- Zachary Abel (* 1980), US-amerikanischer Schauspieler
- Zak Abel (* 1995), britischer Sänger und Songwriter